# Kocziszky György
Kocziszky György (Budapest, 1949. június 7. –) egyetemi tanár, kandidátus; kutatási területe a térgazdaságtan, 2011 áprilisától a Magyar Nemzeti Bank kamatdöntő testülete, a Monetáris Tanács tagja, 2023-tól a Budapesti Metropolitan Egyetem rektora.

## Szakmai pályája
1972-ben okleveles gépészmérnöki, 1975-ben okleveles gazdasági mérnöki oklevelet szerzett a miskolci Nehézipari Műszaki Egyetemen. 1982-ben Dr. Ing fokozatot kapott a Magdeburgi Egyetemen, közgazdaságtudomány kandidátus fokozatát 1984-ben szerezte.
1994-ben habilitált, a Vállalkozások életciklusának elemzése című munkájával. Fő kutatási területei az európai integráció gazdaságtana, a regionális gazdaságtan és a növekedés- és fejlődéselméletek.
1991 és 1997 között a miskolci egyetem rektorhelyettese, 2006–2014 között a Gazdaságtudományi Kar dékánja volt. A Babeș–Bolyai Tudományegyetem díszdoktora (2015).
1990 és 2000 között a Magyar Tudományos Akadémia Vezetés- és Szervezéstudományi Szakbizottságának tagja volt és 1992–1994 között az MTA a szakbizottság Racionalizálási Albizottságának elnöki posztját töltötte be. 2006-ban a Jean Monnet Kiválósági Központ vezetője volt, 2007 és 2010 között pedig a Magyar Akkreditációs Bizottság Közgazdasági Szakbizottságának tagja.
Az Országgyűlés gazdasági bizottsága 2011 márciusában a Monetáris Tanács tagjának jelölte, és a parlament plenáris ülése hat évre a Tanács tagjának választotta.
A 2009–2014 között a Határon Átnyúló Kezdeményezések Közép-Európai Segítő Szolgálata egyesület (CESCI)[7] elnöke volt, 1992-től az Osztrák-Magyar Akció kuratóriumának tagja.
2023. október 1-jétől a Budapesti Metropolitan Egyetem rektora lett.

## Politikai szerepvállalása
Az 1994-es választásokon a KDNP országos listáján szerepelt a 39. helyen (ez messze nem számított bejutó helynek, és nem is jutott be a parlamentbe.)

## Nyelvtudása
Angol, német, orosz.

## Elismerései
- 1986 Ţ Miniszteri Dicséret
- 1995 – Signum Aureum Universitatis (Miskolci Egyetem)
- 1998 – Super Institutum Oeconomicum Theoretici Practicum emlékérem (Pannon Agrártudományi Egyetem)
- 2004 – Tudomány Mécsese (MTA Regionális Kutatások Központja)
- 2004 – Jean Monnet Professzor (Európai Bizottság)
- 2005 – Jean Monnet Kiválóságú Központ vezető (Európai Bizottság)
- 2009 – Elismerő oklevél (Miskolci Akadémiai Bizottság)
- 2012 – Grosse Ehrenzeichen für Verdienste um die Republik Österreich
- 2014 – Kiváló oktató
- 2014 – A Miskolci Egyetem díszpolgára
- 2014 – Dr. Elemér Hantos Prize (Central Europe Foundation)
- 2015 – Dr. Honoris Causa (Babeș–Bolyai Tudományegyetem)
- 2016 – Miskolc díszpolgára[6]
- 2019 – A Magyar Érdemrend lovagkeresztje polgári tagozat[7]

## Publikációi
Hét könyvet, 70 könyvfejezetet, egyetemi jegyzetet és 138 magyar, illetve idegen nyelvű cikket, tanulmányt írt (2016 márciusáig). Fontosabb publikációi:
- Bevezetés a regionális politikába. (Miskolci Egyetemi Kiadó, Miskolc, 2013. 205 oldal)
- Bevezetés a területi elemzések ökonometriájába (Miskolci Egyetemi Kiadó, Miskolc, 2013. 168 oldal)
- Transzfer tyehnologij; szerk. Perervi P. G., Kocziszky György; Virovec AP "Apostrof", Harkov–Miskolc, 2012
- Jubileumi tanulmánykötet Nagy Aladár professzor 70. születésnapjára; szerk. Kocziszky György, Bihari Ágnes; Miskolci Egyetem Gazdaságtudományi Kar, Miskolc, 2011
- Jubileumi tanulmánykötet Besenyei Lajos professzor 70. születésnapjára; szerk. Kocziszky György; Miskolci Egyetem Gazdaságtudományi Kar, Miskolc, 2011
- Methodology of Regional Development (University of Miskolc, Faculty of Economics. Printing Office of the University of Miskolc, 2009. 258 oldal).
- ЭКОНОМИЧЕСКАЯ ОЦЕНКА ИННОВАЦИОННОГО ПОТЕНЦИАЛА. (Национальный технический университет” ХПИ”. Хapьков, 2009. 166 oldal).
- Területfejlesztés módszertana (Egyetemi Kiadó, Miskolc, 2008. 268 oldal)
- Regionális integrációk gazdaságtana; Miskolci Egyetemi, Miskolc, 2008
- Összehasonlító gazdaságtan II. éves BSc közgazdász szakos hallgatóknak (Miskolci Egyetem, Miskolc, 2008. 66 oldal)
- Térségi hálózatok hatáselemzése. Oktatási segédlet; ME, Miskolc, 2007
- Gazdasági hálózatok tervezése, szervezése; ME GTK, Miskolc, 2006
- Adalékok a térségi gazdaságfejlesztés módszertanához; ME GTK, Miskolc, 2006
- Adalékok a térségi gazdaságfejlesztés módszertanához; s.n., Miskolc, 2005
- Oktatási segédlet EU Gazdaságpolitikák c. tárgy tanulmányozásához; s.n., Miskolc, 2004
- Oktatási segédlet Európai pénzügyi piacok c. tárgy tanulmányozásához; s.n., Miskolc, 2004
- Regionális integrációk gazdaságtana (Bíbor Kiadó, Miskolc, 2001. 154 oldal)
- Feladatgyűjtemény a Regionális integrációk gazdaságtana c. jegyzethez; Bíbor, Miskolc, 2000
- Adalékok a regionális integrációk gazdaságtanához; ME GTK, Miskolc, 1999 (Regionális gazdaságtan füzetek)
- Regionális gazdasági fejlődés és növekedés; ME, Miskolc, 1998
- Üzleti vállalkozástan. Példatár; Miskolci Egyetem, Miskolc, 1994
- Kocziszky György–Várady Zsolt: Útmutató és példatár a Szervezés- és vezetéselmélet II. c. tárgy gyakorlataihoz; ME, Miskolc, 1991
- Kocziszky György–Várady Zsolt: Példatár a Szervezéstan I. c. tárgyhoz; ME, Miskolc, 1991
- Susánszky János–Kocziszky György–Szakály Dezső: Szervezésmódszertan; Tankönyvkiadó, Bp., 1982
- Susánszky János–Kocziszky György: Fejezetek a szervezésmódszertanból; TANORG, Bp., 1977